# Arnaud Boetsch
Arnaud Boetsch (Meulan-en-Yvelines, 1 april 1969) is een voormalig Franse tennisprof, die tussen 1987 en 1999 uitkwam op de ATP-tour. Boetsch won drie titels in het enkelspel en twee in het dubbelspel. Ook maakte Boetsch deel uit van het Franse team dat de Davis Cup won in 1991 en 1996.

## Palmares

#### Enkelspel
| Legenda                       | Legenda               |
| ----------------------------- | --------------------- |
| Grand Slam                    |                       |
| Olympische Spelen             |                       |
| tot 2009                      | vanaf 2009            |
| Tennis Masters Cup            | ATP Finals            |
| ATP Masters Series            | ATP Tour Masters 1000 |
| ATP International Series Gold | ATP Tour 500          |
| ATP International Series      | ATP Tour 250          |

| Nr.              | Datum            | Toernooi      | Ondergrond    | Tegenstander in finale | Score            | Details |
| ---------------- | ---------------- | ------------- | ------------- | ---------------------- | ---------------- | ------- |
| Gewonnen finales |                  |               |               |                        |                  |         |
| 1.               | 13 juni 1993     | ATP Rosmalen  | Gras          | Wally Masur            | 3-6, 6-3, 6-3    | Details |
| 2.               | 10 oktober 1993  | ATP Toulouse  | Tapijt (i)    | Cédric Pioline         | 7-6(5), 3-6, 6-3 | Details |
| 3.               | 8 oktober 1995   | ATP Toulouse  | Tapijt (i)    | Jim Courier            | 6-4, 6-7(5), 6-0 | Details |
| Verloren finales |                  |               |               |                        |                  |         |
| 1.               | 13 november 1991 | ATP Berlijn   | Tapijt (i)    | Petr Korda             | 3-6, 4-6         | Details |
| 2.               | 18 november 1992 | ATP Bolzano   | Tapijt (i)    | Thomas Enqvist         | 2-6, 6-1, 6-7(7) | Details |
| 3.               | 6 februari 1994  | ATP Marseille | Tapijt (i)    | Marc Rosset            | 6-7(6), 6-7(4)   | Details |
| 4.               | 16 oktober 1994  | ATP Ostrava   | Tapijt (i)    | MaliVai Washington     | 6-4, 3-6, 3-6    | Details |
| 5.               | 8 januari 1995   | ATP Adelaide  | Hardcourt     | Jim Courier            | 2-6, 5-7         | Details |
| 6.               | 12 november 1995 | ATP Stockholm | Hardcourt (i) | Thomas Enqvist         | 5-7, 4-6         | Details |
| 7.               | 7 oktober 1996   | ATP Lyon      | Tapijt (i)    | Jevgeni Kafelnikov     | 5-7, 3-6         | Details |

### Dubbelspel
| Nr.                           | Datum             | Toernooi        | Ondergrond    | Partner          | Tegenstanders in finale            | Score         | Details |
| ----------------------------- | ----------------- | --------------- | ------------- | ---------------- | ---------------------------------- | ------------- | ------- |
| Gewonnen finales heren dubbel |                   |                 |               |                  |                                    |               |         |
| 1.                            | 15 september 1991 | ATP Bordeaux    | Gravel        | Guy Forget       | Patrik Kühnen Alexander Mronz      | 6-2, 6-2      | Details |
| 2.                            | 7 februari 1993   | ATP Marseille   | Hardcourt (i) | Olivier Delaître | Ivan Lendl Christo van Rensburg    | 6-3, 7-6      | Details |
| Verloren finales heren dubbel |                   |                 |               |                  |                                    |               |         |
| 1.                            | 20 september 1992 | ATP Bordeaux    | Gravel        | Guy Forget       | Sergio Casal Emilio Sánchez        | 1-6, 4-6      | Details |
| 2.                            | 29 augustus 1993  | ATP Long Island | Hardcourt     | Olivier Delaître | Marc-Kevin Goellner David Prinosil | 7-6, 5-7, 2-6 | Details |
| 3.                            | 16 juli 1995      | ATP Gstaad      | Gravel        | Marc Rosset      | Luis Lobo Javier Sánchez           | 7-6, 6-7, 6-7 | Details |

## Prestatietabel
| Legenda | Legenda                          |
| ------- | -------------------------------- |
| g.t.    | geen toernooi gehouden           |
| l.c.    | lagere categorie                 |
| –       | niet deelgenomen                 |
| G       | uitgeschakeld in de groepsfase   |
| 1R      | uitgeschakeld in de eerste ronde |
| 2R      | uitgeschakeld in de tweede ronde |
| 3R      | uitgeschakeld in de derde ronde  |
| 4R      | uitgeschakeld in de vierde ronde |
| KF      | uitgeschakeld in de kwartfinale  |
| HF      | uitgeschakeld in de halve finale |
| F       | de finale verloren               |
| W       | het toernooi gewonnen            |
| w-v     | winst/verlies-balans             |

### Prestatietabel grand slam, enkelspel
| Toernooi        | 1987 | 1988 | 1989 | 1990 | 1991 | 1992 | 1993 | 1994 | 1995 | 1996 | 1997 | 1998 | 1999 |
| --------------- | ---- | ---- | ---- | ---- | ---- | ---- | ---- | ---- | ---- | ---- | ---- | ---- | ---- |
| Australian Open | –    | –    | –    | –    | –    | 2R   | 4R   | 2R   | 1R   | 2R   | 3R   | 1R   | –    |
| Roland Garros   | 1R   | 2R   | 2R   | 3R   | 4R   | 1R   | 1R   | 3R   | 3R   | 2R   | 3R   | –    | 2R   |
| Wimbledon       | –    | –    | –    | –    | 3R   | 4R   | 3R   | 1R   | 3R   | 1R   | 1R   | –    | –    |
| US Open         | –    | –    | –    | –    | 3R   | 3R   | 3R   | 1R   | 1R   | 4R   | 2R   | –    | –    |

### Prestatietabel grand slam, dubbelspel
| Toernooi        | 1987 | 1988 | 1989 | 1990 | 1991 | 1992 | 1993 | 1994 | 1995 | 1996 | 1997 | 1998 | 1999 |
| --------------- | ---- | ---- | ---- | ---- | ---- | ---- | ---- | ---- | ---- | ---- | ---- | ---- | ---- |
| Australian Open | –    | –    | –    | –    | –    | –    | –    | –    | 1R   | –    | –    | –    | –    |
| Roland Garros   | 2R   | 2R   | 2R   | 1R   | 2R   | 1R   | 1R   | 1R   | KF   | 1R   | 1R   | –    | 1R   |
| Wimbledon       | –    | –    | –    | 1R   | –    | 2R   | 3R   | –    | –    | –    | –    | –    | –    |
| US Open         | –    | –    | –    | –    | –    | –    | –    | –    | –    | –    | –    | –    | –    |